# Ommata laticornis
Ommata laticornis är en skalbaggsart som beskrevs av Julius Melzer 1922. Ommata laticornis ingår i släktet Ommata och familjen långhorningar. Inga underarter finns listade i Catalogue of Life.